# Retifanlimab
Retifanlimab es un medicamento que se emplea en el tratamiento del carcinoma de células de Merkel.  Es un anticuerpo monoclonal que actúa como inhibidor del punto de control inmunitario PD-1. Su nombre comercial es Zynyz.

## Historia
Su uso fue aprobado por la Agencia de Alimentos y Medicamentos de Estados Unidos (FDA) en marzo de 2023 y por la Agencia Europea de Medicamentos en abril de 2024.

## Indicaciones
Está indicado en el tratamiento del carcinoma de células de Merkel en fase avanzada o con metástasis.

## Efectos secundarios
Los efectos secundarios más frecuentes son:
cansancio, fiebre, disminución del apetito, erupción cutánea, picor, diarrea, náuseas, estreñimiento, anemia y dolor articular. Se han observado reacciones adversas inmunomediadas que pueden ser graves, entre ellas neumonitis, colitis, endocrinopatías (hipotiroidismo, hipertiroidismo), hepatitis, nefritis y miocarditis.